# Dennis Weening
Dennis Weening (Den Haag, 21 februari 1977) is een Nederlands radio-dj, vj en presentator.

## Biografie
Hij begon zijn carrière bij TV West op de reclameafdeling. Ook was hij te zien in KinkTV bij Veronica en MTV. Verder was Weening dj bij 3FM. Hij presenteerde tot eind 2007 iedere maandag- en donderdagavond 3VOOR12FM, van 22.00 tot 01.00. Verder zong en speelde hij gitaar in de band Spider Rico. Deze garagerockband bestond sinds 1997; in 2013 werd het nieuw leven in geblazen.
Daarnaast heeft hij zijn eigen productiebedrijf. Zijn eerste productie Speel jij op Parkpop? maakte hij in opdracht van Stichting Promotie Den Haag. Tevens presenteert Weening popfestivals. Zo presenteerde hij op Paaspop Schijndel 2009.
Weening was een van de deelnemers aan de BN'er-serie van Wie is de Mol? die uitgezonden werd tussen januari en maart 2008. In de finale, op 6 maart 2008, bleek Weening de Mol te zijn. Ook is Weening te zien als een van de commentatoren van de Nederlandse versie van Wipeout, samen met cabaretier Klaas van der Eerden.
Hij presenteerde in 2009 Rude Tube en was medepresentator van So You Think You Can Dance op RTL 5. In 2010 nam Weening deel aan de vip-editie van Expeditie Robinson. In de zevende aflevering gaf hij op omdat het spel hem niet aanstond. Hij nam deel aan RTL Travel en was een van de reisleiders in de RTL 5-serie Wie is de reisleider?
Vanaf mei 2011 presenteerde Weening de spelshow The Pain Game en in het najaar van 2012 nam Weening de presentatie van Expeditie Robinson over van Eddy Zoëy. In juni 2013 presenteerde hij samen met Jan Kooijman het programma Killer Karaoke op RTL 5. In 2014 presenteerde Weening Project P: Stop Het Pesten, een programma over pesten bij jongeren op school. Eind 2014 presenteerde hij het RTL-programma Tourette on Tour, waarin zes jonge mensen met gillesdelatourette en muzikaal talent worden klaargestoomd voor een concert voor een groot publiek. Vanaf maart 2015 presenteerde Weening het programma Bizarre eters, wederom op RTL 5. Hiernaast is Weening af en toe te zien als verslaggever bij RTL Boulevard.
Weening is ambassadeur van het initiatief 'Go Palmoil Free!' van dierenrechtenorganisatie Een Dier Een Vriend en 'Jakarta Animal Aid Network' (JAAN), een dierenopvangorganisatie opgericht door de Nederlandse Femke den Haas, met 'Palmoil Free' keurmerk voor palmolievrije merken. Voor de ontwikkeling van palmolieplantages in Indonesië worden oerbossen verbrand en orang oetan baby's verweesd. Een van de door JAAN geredde weesjes, Dennis, is vernoemd naar Dennis Weening, waardoor de campagne 'Save Dennis' van start ging.
Weening sprak de stem in van Joker in de animatiefilm The Lego Batman Movie uit 2017. Ook sprak hij de stem van de Plaza Mariachi voor de Pixar animatiefilm Coco uit 2017.
In 2024 keerde Weening als oud-Mol terug in Wie is de Mol?. Hij hielp Mol Anna Gimbrère tijdens de sabotage van een opdracht met piñatas door Molgeld door een papiervernietiger te gooien.

## Televisie
| Televisie als presentator | Televisie als presentator                      | Televisie als presentator | Televisie als presentator                 |
| Jaar                      | Productie                                      | Zender/omroep             | Opmerkingen                               |
| ------------------------- | ---------------------------------------------- | ------------------------- | ----------------------------------------- |
| 2009-2011                 | Wipeout                                        | RTL 5                     | 3 seizoenen                               |
| 2009                      | Rude Tube                                      | RTL 5                     | 1 seizoen                                 |
| 2009-2015                 | So You Think You Can Dance                     | RTL 5 / VTM               | 6 seizoenen                               |
| 2011                      | The Pain Game                                  | RTL 5                     | 1 seizoen                                 |
| 2012-2018                 | Expeditie Robinson                             | RTL 5                     | 7 seizoenen, samen met Nicolette Kluijver |
| 2013                      | Wie is de reisleider?                          | RTL 5                     | 1 seizoen                                 |
| 2013                      | So You Think You Can Dance The Next Generation | RTL 5                     | 1 seizoen                                 |
| 2013                      | Killer Karaoke                                 | RTL 5                     | 1 seizoen                                 |
| 2014                      | The Hit                                        | RTL 5                     | 1 seizoen                                 |
| 2014                      | Project P: Stop Het Pesten                     | RTL 5                     | 1 seizoen                                 |
| 2014                      | Tourette on Tour                               | RTL 5                     | 1 seizoen                                 |
| 2015-2016                 | Bizarre eters                                  | RTL 5                     | 2 seizoenen                               |
| 2015                      | De Vijftien Vetste Video's Van Vandaag         | RTL 5                     | 1 seizoen, samen met Nicolette Kluijver   |
| 2015                      | Blind naar de top                              | RTL 5                     | 1 seizoen, samen met Lieke van Lexmond    |
| 2016                      | Battle on the Dancefloor                       | RTL 5                     | 1 seizoen                                 |
| 2016                      | Bizarre Slapers                                | RTL 5                     | 1 seizoen                                 |
| 2017                      | Adam Zkt. Eva VIPS                             | RTL 5                     | 1 seizoen                                 |
| 2018                      | Zon, Zuipen, Ziekenhuis: Hier is het feestje!  | RTL 5                     | 1 seizoen                                 |
| 2018                      | Levenslang met dwang?                          | RTL 5                     | 1 seizoen                                 |
| 2020                      | ADHDennis                                      | SBS6                      | 1 seizoen                                 |
| 2020                      | We Want More                                   | SBS6                      | 1 seizoen als backstagepresentator        |
| 2021                      | De Dansmarathon                                | SBS6                      | Eenmalig                                  |

| Televisie als deelnemer | Televisie als deelnemer                  | Televisie als deelnemer | Televisie als deelnemer                                                      |
| Jaar                    | Productie                                | Zender/omroep           | Opmerkingen                                                                  |
| ----------------------- | ---------------------------------------- | ----------------------- | ---------------------------------------------------------------------------- |
| 2008                    | Wie is de Mol?                           | AVRO                    | De Mol                                                                       |
| 2008-2009               | RTL Travel                               | RTL 5                   | -                                                                            |
| 2009                    | Wat vindt Nederland?                     | RTL 4                   | Team Bridget                                                                 |
| 2010                    | Expeditie Robinson                       | RTL 5                   | Deelnemer aan het elfde seizoen, vrijwillig vertrokken                       |
| 2011                    | Wie is de reisleider?                    | RTL 5                   | Reisleider                                                                   |
| 2011                    | Wat vindt Nederland?                     | RTL 4                   | Team Eddy                                                                    |
| 2014                    | Alles mag op vrijdag                     | RTL 4                   | Team Gerard                                                                  |
| 2015                    | De TV Kantine                            | RTL 4                   | Gastrol                                                                      |
| 2016                    | Zullen we een spelletje doen?            | SBS6                    | Deelnemer                                                                    |
| 2017                    | Een goed stel hersens                    | RTL 4                   | Vormde een team met Evi Hanssen                                              |
| 2017                    | The Big Music Quiz                       | RTL 4                   | Het verliezende team                                                         |
| 2017                    | The Roast of Giel Beelen                 | Comedy Central          | Vaste gast                                                                   |
| 2017                    | Celebrity City Trip                      | RTL 5                   | Vormde een reiskoppel met Rico Verhoeven                                     |
| 2018                    | De gevaarlijkste wegen van de wereld     | NPO 3                   | Vormde een reiskoppel met Mickey Hoogendijk                                  |
| 2019                    | The Big Escape                           | NPO 3                   | Verliezend Finalist                                                          |
| 2019                    | De Gordon tegen Dino Show                | SBS6                    | Team Dino                                                                    |
| 2019                    | Mars tegen Venus                         | Net5                    |                                                                              |
| 2019                    | Britt's Beestenbende                     | NPO 3                   | Team Défano                                                                  |
| 2020                    | Ik hou van Holland                       | SBS6                    | Team Leo                                                                     |
| 2021                    | Code van Coppens: De wraak van de Belgen | SBS6                    | Deelnemers-duo met Leo Alkemade                                              |
| 2021                    | Hunted VIPS                              | NPO 3                   | Deelnemer, samen met Klaas van der Eerden, als enige ontsnapt aan de Hunters |
| 2021                    | De Slimste Mens                          | NPO 2                   | Deelnemer, 1 aflevering                                                      |
| 2021                    | Top 4000 Muziekquiz                      | SBS6                    | Deelnemers-duo met Anne-Marie Jung                                           |
| 2022                    | The Passion                              | NPO 1 / KRO-NCRV        | Judas Iskariot                                                               |
| 2022                    | De Verraders Halloween                   | Videoland               | Deelnemer, als getrouwe viel als zevende af                                  |
| 2023                    | Weet Ik Veel                             | RTL 4                   |                                                                              |
| 2023                    | De grote muziekquiz                      | Net 5                   | Deelnemer, vormde een team met Giorgio Hokstam                               |
| 2023                    | Secret Duets                             | RTL 4                   | Secret singer                                                                |
| 2023                    | The Big Bang                             | SBS6                    | Deelnemers-duo met Leo Alkemade                                              |
| 2023                    | Serious Christmas                        | NPO 3                   | Deelnemer                                                                    |
| 2024                    | Code van Coppens                         | VTM/SBS6                | Deelnemers-duo met Leo Alkemade                                              |
| 2024                    | Waku Waku                                | NPO 3                   | Deelnemer                                                                    |
| 2024                    | DNA Singers                              | RTL 4                   | Deelnemer                                                                    |
| 2024                    | Vier handen op één buik                  | NPO 3                   | Bekende vader                                                                |
| 2025                    | No Way Back VIPS                         | SBS6                    | Deelnemer                                                                    |
| 2025                    | Hel of Hotel                             | NPO Start               | Deelnemer                                                                    |
| 2025                    | Voor het blok                            | NPO 3                   | Deelnemers-duo met Jamie Westland                                            |
| 2025                    | Make Up Your Mind                        | RTL 4                   | Als Dolores Flores                                                           |
| 2025                    | Hart tegen hart                          | SBS6                    | Deelnemer                                                                    |

## Trivia
- Weening is opgevoed als Jehova's getuige, maar verliet na zijn echtscheiding de christelijke geloofsgemeenschap.
- Weening is de manager van de Haagse rapformatie de Kraaien.
- Weening is lid van het Comité van aanbeveling van de Regentenkamer Den Haag.
- Weening was de Mol in 2008 en keerde in 2024 nog even terug als handlanger van de Mol.